# Qeschm
Qeschm (persisch قشم Gheschm, mittelpersisch Abarkāvān; portugiesisch Quêixome, arabisch الجزيرة الطويلة, DMG al-ǧazīra aṭ-ṭawīla ‚die lange Insel‘) ist die größte Insel in der Straße von Hormus am Ostende des Persischen Golfes und gehört zu Iran.

## Geographie
Durch die Churan-Straße ist Qeschm vom iranischen Festland getrennt. Die Insel hat beim Kap Ra’s-e Lāft eine geringste Breite von 2,4 km. Dort liegen sich die Orte Bandar-e Lāft auf der Insel und Pahel auf dem Festland gegenüber.
Mit einer Fläche von knapp 1500 Quadratkilometern und etwa 136 Kilometern Länge ist Qeschm sowohl die größte Insel des Persischen Golfs als auch des Staates Iran. Die Oberfläche der Insel ist größtenteils felsig und öde.
Qeschm gehört zur Provinz Hormozgan und bildet zusammen mit Nebeninseln wie Hengam, Larak und Hormus den 1730 km² großen Verwaltungsbezirk (Schahrestan) Qeschm, einen von acht Verwaltungsbezirken der Provinz.

## Geschichte
In der Antike war die Insel unter dem Namen Alexandria bekannt. Aufgrund ihrer strategisch wichtigen Lage kämpften später viele Reiche um die Kontrolle über Qeschm, wie zum Beispiel das Reich Elam, die Umayyaden, Abbasiden, Briten und Portugiesen. Sie errichteten dort die Befestigungsanlage Forte de Quêixome, das Fort von Qeschm. Der englische Entdecker William Baffin wurde 1622 auf Qeschm in einem Kampf gegen portugiesische Streitkräfte tödlich verletzt.
Im Jahre 1645 besetzten die Niederländer die Insel, verließen sie aber nach kurzer Zeit wieder. Heute stellt die Insel eine Freihandelszone dar, wodurch sie für den internationalen Handel Bedeutung erlangte.

## Belege
1. ↑  M. Kasheff: ABARKĀVĀN, in Encyclopaedia Iranica, online Ed., 1982 (Update: 2011)